# Kothavalli, Piriyapatna
Kothavalli là một làng thuộc tehsil Piriyapatna, huyện Mysore, bang Karnataka, Ấn Độ.